# Tcha Limberger

## Biografie
Tcha Limberger (Brugge, 1977) is een Belgische zigeunermuzikant die vooral bekend is als gitarist, violist en zanger. Hij is de kleinzoon van Piotto Limberger, de orkestleider van de legendarische jazz-manouche-band De Piotto's. Als gevolg van zijn vroeggeboorte verloor hij zijn zicht.
Het enorme aantal projecten waarbij hij betrokken is, wijst op zijn veelzijdigheid. Hij kreeg via zijn vader Vivi Limberger, die gitarist/zanger was, de jazz-manouche-stijl met de paplepel ingegoten. Vanaf zijn vroegste kindertijd was hij gefascineerd door flamencozang en op zijn zesde leerde hij zijn eerste gitaarakkoorden van Koen De Cauter. Twee jaar later gaf hij zijn eerste solo-optredens. Rond zijn tiende ging hij banjo spelen bij een New Orleans-amateurband, waar hij een liefde voor de klarinet ontwikkelde. Hij begon ook instrumenten te verzamelen van over de hele wereld.
Vanuit zijn interesse voor de Hongaarse zigeunermuziek legde hij op zijn zeventiende de klarinet opzij om viool te leren spelen. Hij ging enkele jaren in Boedapest wonen, waar hij vioolles volgde bij Bela Horvath en Kallai Zsolt. Van een andere Hongaarse violist, Neti Sandor, leerde hij Magyar nóta spelen, een gepolijste liedstijl met Weense invloeden. Dankzij intensieve studie in braille kreeg hij ook de Hongaarse taal onder de knie voor de zangpartijen.
Naast zijn muzikale kant is Tcha Limberger ook zeer actief in de theaterwereld als acteur/muzikant/componist. Hij werkte onder meer samen met Alain Platel en Les Ballets C de la B. 
Als muzikant speelde hij samen met onder andere Koen De Cauter, Dick van der Harst, Herman Schamp, Roby Lakatos, het Waso Quartet, Romani, Myrddin, Zigeunerensemble Kalinka, Robin Nolan, Stochelo Rosenberg, Wannes Van de Velde, Biréli Lagrène, Fapy Lafertin, Boross Lajos, Puka Karoly, Berki Viktor, Jordi Savall en Toni Rudi.
Met Budapest Gypsy Orchestra concentreert hij zich op de Magyar Nóta, met Kalotaszeg Trio speelt hij Transsylvaanse volksmuziek en met Les violons de Bruxelles probeert hij de muziek van Django Reinhardt opnieuw uit te vinden.
In het voorjaar van 2015 speelt hij met het Tcha Limberger-trio en het Gents Universitair Symfonisch Orkest het project 'Triple Fall Concerto' met concerten in Budapest en in Gent.

## Discografie (selectie)
- 1999: Terug
- 2004: DjangGo! - met het het Waso Quartet
- 2004: Gipsy Passion - met De Piotto's
- 2006: VSPRS - met Fabrizio Cassol
- 2009: Búra termett idő - met het Budapest Gypsy Orchestra
- 2009: A hajanali csillag ragyog - met het Kalotaszeg Trio
- 2010: Standards
- 2011: Reizigers
- 2012: Les violons de Bruxelles
- 2020: i Silenti van Fabrio Cassol